# Großer Preis von San Marino 1997
Der Große Preis von San Marino 1997 (offiziell XVII Gran Premio di San Marino) fand am 27. April auf dem Autodromo Enzo e Dino Ferrari in Imola statt und war das vierte Rennen der Formel-1-Weltmeisterschaft 1997.

## Bericht

### Hintergrund
Nach dem Großen Preis von Argentinien führte Jacques Villeneuve in der Fahrerwertung mit zehn Punkten vor David Coulthard und Gerhard Berger. In der Konstrukteurswertung führte Williams-Renault mit einem Punkt vor McLaren-Mercedes und mit sechs Punkten vor Ferrari.
Johnny Herbert bestritt seinen 100. Grand Prix, Berger seinen 200.
Mit Damon Hill (zweimal) und Michael Schumacher (einmal) traten zwei ehemalige Sieger zu diesem Grand Prix an.
Vor dem Wochenende kritisierte Villeneuve die seiner Meinung nach schwachsinnigen Regelementänderungen für 1998 sowie der heuchlerische Sicherheitswahn in Imola. Er meinte, „nach Sennas Unglück war der Umbau [der Tamburello-Kurve] politisch notwendig - wegen Roland Ratzenberger, der mir als Freund aus Japan sehr viel näherstand, hätte kein Mensch etwas getan!“.

### Training
Vor dem Rennen fanden zwei Trainingseinheiten statt: Die erste am Freitagmorgen und die zweite am Samstagmorgen.
Beim ersten freien Training am Freitag holte sich Eddie Irvine mit einer Zeit von 1:25,981 Minuten vor Schumacher und Berger den ersten Platz.
Beim zweiten freien Training am Samstag konnte sich Heinz-Harald Frentzen vor Villeneuve und Giancarlo Fisichella die Bestzeit sichern.

### Qualifying
Villeneuve holte sich souverän die Pole-Position vor seinem Teamkollegen Frentzen.

### Warm-Up
Die Fahrer gingen am Sonntagmorgen zu einer 30-minütigen Aufwärmsitzung auf die Strecke. Im Warm-Up war Frentzen erneut ganz vorne, Villeneuve hingegen war ganze eineinhalb Sekunden hinter seinem Teamkollegen auf Platz acht.

### Rennen
Jarno Trulli konnte aufgrund von Getriebeproblemen nicht starten und Hill startete aus der Boxengasse.
Vor dem Rennen regnete es leicht, allerdings würde das Rennen auf trockener Strecke starten. Alle Fahrer hatten daher Slicks aufgezogen und ihre Wagen für trockene Bedingungen abgestimmt. Einzig die Prost-Fahrer wählten ein Set-Up für nasse Bedingungen, welche sich aber schnell als Fehler herausstellen sollte.
Villeneuve startete so gut, dass er in Tosa an Schumacher, Frentzen und Ralf Schumacher vorbeizog. Probleme gab es für Hill, der aus der Box startete, für Berger, der nicht startete und von allen überholt wurde und für Trulli, der nicht einmal startete. In der 3. Runde schied dann Jan Magnussen aus, in der 5. Runde auch Berger, da beide im Acque Minerali stecken blieben.
Villeneuve, Michael Schumacher, Frentzen und Ralf Schumacher zogen vorne davon, während der Franzose Olivier Panis als Bremsklotz für Eddie Irvine, Fisichella und Mika Häkkinen fungierte. In Runde 12 kollidierten Hill und Shinji Nakano: Die beiden scheiden aus.
In Runde 18 gelang es Irvine, Panis zu überholen, der eine Panne hatte und auch Fisichella an sich vorbeiziehen lassen musste. Unmittelbar danach hielt Ralf Schumacher an der Box an und schied mit gebrochener Antriebswelle aus. In der darauffolgenden Runde musste Herbert wegen eines elektrischen Defekts an seinem Sauber aussteigen.
Der Erste, der auftankte, war Michael Schumacher, der nach seiner Rückkehr auf die Strecke mit Vollgas versuchte, Villeneuve zu überholen, beim Überrunden der beiden Tyrrell allerdings Zeit verlor. Tatsächlich befand sich der Kanadier, der nach dem Boxenstopp auf die Strecke zurückkehrte, hinter dem deutschen Fahrer. Doch Frentzen lag an der Spitze und nutzte die Auseinandersetzungen der beiden Konkurrenten aus, indem er eine schnelle Runde nach der anderen drehte. Der Deutsche übernahm auch nach seinem Boxenstopp die Führung und versuchte, an Michael Schumacher vorbeizuziehen.
Irvine, mit Fisichella im Schlepptau, näherte sich Coulthard, der Vierter war: Der Motor des McLaren rauchte und verlor Öl, wodurch die Strecke vor den beiden Verfolgern rutschig wurde. Fisichella spürte die Situation, zwang Irvine in einen Fehler und überholte den Iren. Unmittelbar darauf fiel Coulthards Mercedes-Motor komplett aus. Überraschenderweise kehrte Villeneuve in Runde 41 mit Getriebeproblemen an die Box zurück: Das Lenkrad wurde ebenfalls ausgetauscht, aber das Getriebe blieb im dritten Gang hängen. Für den Kanadier war das Rennen beendet.
Frentzen konnte nach seinem zweiten Boxenstopp die Führung behalten und schlussendlich seinen ersten Sieg feiern. Die beiden Ferrari Michael Schumacher und Irvine komplettierten das Podium. Fisichella wurde Vierter, Jean Alesi Fünfter und Häkkinen holte als Sechster den letzten Punkt.
Frentzen sicherte sich zudem mit 1:25,531 Minuten die schnellste Runde.
In der Fahrerwertung blieb Villeneuve vorne. Michael Schumacher war nun Zweiter vor Coulthard. In der Konstrukteurswertung blieb Williams-Renault auf Platz 1, dahinter überholte Ferrari McLaren-Mercedes.

## Meldeliste
| Team                        | Nr. | Fahrer                | Chassis        | Motor                 | Reifen |
| --------------------------- | --- | --------------------- | -------------- | --------------------- | ------ |
| Danka Arrows Yamaha         | 01  | Damon Hill            | Arrows A18     | Yamaha 3.0 V10        | B      |
| Danka Arrows Yamaha         | 02  | Pedro Diniz           | Arrows A18     | Yamaha 3.0 V10        | B      |
| Rothmans Williams Renault   | 03  | Jacques Villeneuve    | Williams FW19  | Renault 3.0 V10       | G      |
| Rothmans Williams Renault   | 04  | Heinz-Harald Frentzen | Williams FW19  | Renault 3.0 V10       | G      |
| Scuderia Ferrari Marlboro   | 05  | Michael Schumacher    | Ferrari F310B  | Ferrari 3.0 V10       | G      |
| Scuderia Ferrari Marlboro   | 06  | Eddie Irvine          | Ferrari F310B  | Ferrari 3.0 V10       | G      |
| Mild Seven Benetton Renault | 07  | Jean Alesi            | Benetton B197  | Renault 3.0 V10       | G      |
| Mild Seven Benetton Renault | 08  | Gerhard Berger        | Benetton B197  | Renault 3.0 V10       | G      |
| West McLaren Mercedes       | 09  | Mika Häkkinen         | McLaren MP4/12 | Mercedes-Benz 3.0 V10 | G      |
| West McLaren Mercedes       | 10  | David Coulthard       | McLaren MP4/12 | Mercedes-Benz 3.0 V10 | G      |
| B&H Total Jordan Peugeot    | 11  | Ralf Schumacher       | Jordan 197     | Peugeot 3.0 V10       | G      |
| B&H Total Jordan Peugeot    | 12  | Giancarlo Fisichella  | Jordan 197     | Peugeot 3.0 V10       | G      |
| Prost Gauloises Peugeot     | 14  | Olivier Panis         | Prost JS45     | Mugen-Honda 3.0 V10   | B      |
| Prost Gauloises Peugeot     | 15  | Shinji Nakano         | Prost JS45     | Mugen-Honda 3.0 V10   | B      |
| Red Bull Sauber Petronas    | 16  | Johnny Herbert        | Sauber C16     | Petronas 3.0 V10      | G      |
| Red Bull Sauber Petronas    | 17  | Nicola Larini         | Sauber C16     | Petronas 3.0 V10      | G      |
| Tyrrell                     | 18  | Jos Verstappen        | Tyrrell 025    | Ford ED4 3.0 V8       | G      |
| Tyrrell                     | 19  | Mika Salo             | Tyrrell 025    | Ford ED4 3.0 V8       | G      |
| Minardi Team                | 20  | Ukyō Katayama         | Minardi M197   | Hart 3.0 V8           | B      |
| Minardi Team                | 21  | Jarno Trulli          | Minardi M197   | Hart 3.0 V8           | B      |
| Stewart Ford                | 22  | Rubens Barrichello    | Stewart SF01   | Ford Zetec-R 3.0 V10  | B      |
| Stewart Ford                | 23  | Jan Magnussen         | Stewart SF01   | Ford Zetec-R 3.0 V10  | B      |

## Klassifikation

### Qualifying
| Pos.                                                                       | Fahrer                | Konstrukteur      | Zeit     | Start |
| -------------------------------------------------------------------------- | --------------------- | ----------------- | -------- | ----- |
| 01                                                                         | Jacques Villeneuve    | Williams-Renault  | 1:23,303 | 01    |
| 02                                                                         | Heinz-Harald Frentzen | Williams-Renault  | 1:23,646 | 02    |
| 03                                                                         | Michael Schumacher    | Ferrari           | 1:23,955 | 03    |
| 04                                                                         | Olivier Panis         | Prost-Mugen-Honda | 1:24,075 | 04    |
| 05                                                                         | Ralf Schumacher       | Jordan-Peugeot    | 1:24,081 | 05    |
| 06                                                                         | Giancarlo Fisichella  | Jordan-Peugeot    | 1:24,596 | 06    |
| 07                                                                         | Johnny Herbert        | Sauber-Petronas   | 1:24,723 | 07    |
| 08                                                                         | Mika Häkkinen         | McLaren-Mercedes  | 1:24,812 | 08    |
| 09                                                                         | Eddie Irvine          | Ferrari           | 1:24,862 | 09    |
| 10                                                                         | David Coulthard       | McLaren-Mercedes  | 1:25,077 | 10    |
| 11                                                                         | Gerhard Berger        | Benetton-Renault  | 1:25,371 | 11    |
| 12                                                                         | Nicola Larini         | Sauber-Petronas   | 1:25,554 | 12    |
| 13                                                                         | Rubens Barrichello    | Stewart-Ford      | 1:25,579 | 13    |
| 14                                                                         | Jean Alesi            | Benetton-Renault  | 1:25,729 | 14    |
| 15                                                                         | Damon Hill            | Arrows-Yamaha     | 1:25,743 | 15    |
| 16                                                                         | Jan Magnussen         | Stewart-Ford      | 1:26,192 | 16    |
| 17                                                                         | Pedro Diniz           | Arrows-Yamaha     | 1:26,253 | 17    |
| 18                                                                         | Shinji Nakano         | Prost-Mugen-Honda | 1:26,712 | 18    |
| 19                                                                         | Mika Salo             | Tyrrell-Ford      | 1:26,852 | 19    |
| 20                                                                         | Jarno Trulli          | Minardi-Hart      | 1:26,960 | 20    |
| 21                                                                         | Jos Verstappen        | Tyrrell-Ford      | 1:27,428 | 21    |
| 22                                                                         | Ukyō Katayama         | Minardi-Hart      | 1:28,727 | 22    |
| 107-Prozent-Zeit: 1:29,134 min (bezogen auf die Bestzeit von 1:23,303 min) |                       |                   |          |       |

### Rennen
| Pos. | Fahrer                | Konstrukteur      | Runden | Stopps | Zeit        | Start | Schnellste Runde |
| ---- | --------------------- | ----------------- | ------ | ------ | ----------- | ----- | ---------------- |
| 01   | Heinz-Harald Frentzen | Williams-Renault  | 62     | 2      | 1:31:00,673 | 02    | 1:25,531 (42.)   |
| 02   | Michael Schumacher    | Ferrari           | 62     | 2      | + 1,237     | 03    | 1:25,537 (61.)   |
| 03   | Eddie Irvine          | Ferrari           | 62     | 2      | + 1:18,343  | 09    | 1:26,811 (45.)   |
| 04   | Giancarlo Fisichella  | Jordan-Peugeot    | 62     | 2      | + 1:23,388  | 06    | 1:26,620 (23.)   |
| 05   | Jean Alesi            | Benetton-Renault  | 61     | 1      | + 1 Runden  | 14    | 1:27,091 (30.)   |
| 06   | Mika Häkkinen         | McLaren-Mercedes  | 61     | 1      | + 1 Runden  | 08    | 1:26,791 (29.)   |
| 07   | Nicola Larini         | Sauber-Petronas   | 61     | 4      | + 1 Runden  | 12    | 1:26,753 (43.)   |
| 08   | Olivier Panis         | Prost-Mugen-Honda | 61     | 2      | + 1 Runden  | 04    | 1:28,064 (27.)   |
| 09   | Mika Salo             | Tyrrell-Ford      | 60     | 1      | + 2 Runden  | 19    | 1:28,189 (32.)   |
| 10   | Jos Verstappen        | Tyrrell-Ford      | 60     | 1      | + 2 Runden  | 21    | 1:28,886 (54.)   |
| 11   | Ukyō Katayama         | Minardi-Hart      | 59     | 1      | + 3 Runden  | 22    | 1:29,554 (59.)   |
| –    | Pedro Diniz           | Arrows-Yamaha     | 53     | 3      | DNF         | 17    | 1:27,793 (45.)   |
| –    | Jacques Villeneuve    | Williams-Renault  | 40     | 1      | DNF         | 01    | 1:25,997 (21.)   |
| –    | David Coulthard       | McLaren-Mercedes  | 38     | 1      | DNF         | 10    | 1:26,067 (33.)   |
| –    | Rubens Barrichello    | Stewart-Ford      | 32     | 0      | DNF         | 13    | 1:27,741 (28.)   |
| –    | Johnny Herbert        | Sauber-Petronas   | 18     | 0      | DNF         | 07    | 1:27,594 (17.)   |
| –    | Ralf Schumacher       | Jordan-Peugeot    | 17     | 0      | DNF         | 05    | 1:27,217 (17.)   |
| –    | Shinji Nakano         | Prost-Mugen-Honda | 11     | 0      | DNF         | 18    | 1:30,554 (11.)   |
| –    | Damon Hill            | Arrows-Yamaha     | 11     | 0      | DNF         | 15    | 1:29,237 (08.)   |
| –    | Gerhard Berger        | Benetton-Renault  | 4      | 0      | DNF         | 11    | 1:33,513 (04.)   |
| –    | Jan Magnussen         | Stewart-Ford      | 2      | 0      | DNF         | 16    | 1:36,710 (02.)   |
| DNS  | Jarno Trulli          | Minardi-Hart      | –      | –      | –           | 20    | –                |

Anmerkungen
1. ↑  Trulli konnte aufgrund von Getriebeproblemen nicht am Rennen teilnehmen.

## WM-Stände nach dem Rennen
Die ersten sechs des Rennens bekamen 10, 6, 4, 3, 2 bzw. 1 Punkt(e).

### Fahrerwertung
| Pos. | Fahrer                | Konstrukteur      | Punkte |
| ---- | --------------------- | ----------------- | ------ |
| 01   | Jacques Villeneuve    | Williams-Renault  | 20     |
| 02   | Michael Schumacher    | Ferrari           | 14     |
| 03   | Heinz-Harald Frentzen | Williams-Renault  | 10     |
| 04   | David Coulthard       | McLaren-Mercedes  | 10     |
| 05   | Eddie Irvine          | Ferrari           | 10     |
| 06   | Gerhard Berger        | Benetton-Renault  | 10     |
| 07   | Mika Häkkinen         | McLaren-Mercedes  | 10     |
| 08   | Olivier Panis         | Prost-Mugen-Honda | 6      |
| 09   | Ralf Schumacher       | Jordan-Peugeot    | 4      |
| 10   | Johnny Herbert        | Sauber-Petronas   | 3      |
| 11   | Giancarlo Fisichella  | Jordan-Peugeot    | 3      |

| Pos. | Fahrer             | Konstrukteur      | Punkte |
| ---- | ------------------ | ----------------- | ------ |
| 12   | Jean Alesi         | Benetton-Renault  | 3      |
| 13   | Nicola Larini      | Sauber-Petronas   | 1      |
| 14   | Shinji Nakano      | Prost-Mugen-Honda | 0      |
| 15   | Mika Salo          | Tyrrell-Ford      | 0      |
| 16   | Jarno Trulli       | Minardi-Hart      | 0      |
| 17   | Jos Verstappen     | Tyrrell-Ford      | 0      |
| 18   | Pedro Diniz        | Arrows-Yamaha     | 0      |
| 19   | Jan Magnussen      | Stewart-Ford      | 0      |
| 20   | Damon Hill         | Arrows-Yamaha     | 0      |
| 21   | Ukyō Katayama      | Minardi-Hart      | 0      |
| –    | Rubens Barrichello | Stewart-Ford      | 0      |

### Konstrukteurswertung
| Pos. | Konstrukteur      | Punkte |
| ---- | ----------------- | ------ |
| 01   | Williams-Renault  | 30     |
| 02   | Ferrari           | 24     |
| 03   | McLaren-Mercedes  | 20     |
| 04   | Benetton-Renault  | 13     |
| 05   | Jordan-Peugeot    | 7      |
| 06   | Prost-Mugen-Honda | 6      |

| Pos. | Konstrukteur    | Punkte |
| ---- | --------------- | ------ |
| 07   | Sauber-Petronas | 4      |
| 08   | Tyrrell-Ford    | 0      |
| 09   | Minardi-Hart    | 0      |
| 10   | Arrows-Yamaha   | 0      |
| 11   | Stewart-Ford    | 0      |
| –    | Lola-Ford       | 0      |